# Vallsjön (Malungs socken, Dalarna, 674001-136647)
Vallsjön är en sjö i Malung-Sälens kommun i Dalarna och ingår i Dalälvens huvudavrinningsområde. Sjön är 14 meter djup, har en yta på 1,14 kvadratkilometer och befinner sig 414 meter över havet. Sjön avvattnas av vattendraget Valldroån. Vid provfiske har abborre, gädda, lake och mört fångats i sjön.

## Delavrinningsområde
Vallsjön ingår i det delavrinningsområde (674210-136484) som SMHI kallar för Utloppet av Vallsjön. Medelhöjden är 448 meter över havet och ytan är 19,29 kvadratkilometer. Det finns ett avrinningsområde uppströms, och räknas det in blir den ackumulerade arean 32,92 kvadratkilometer. Valldroån som avvattnar avrinningsområdet har biflödesordning 4, vilket innebär att vattnet flödar genom totalt 4 vattendrag innan det når havet efter 409 kilometer. Avrinningsområdet består mestadels av skog (60 procent) och sankmarker (21 procent). Avrinningsområdet har 1,23 kvadratkilometer vattenytor vilket ger det en sjöprocent på 6,4 procent.